# Ossi Väänänen
Ossi Reijo Juhani Väänänen (* 18. srpna 1980, Vantaa) je bývalý finský lední hokejista, obránce. S finskou reprezentací vyhrál mistrovství světa v roce 2011, získal stříbro na mistrovství světa 2001 a Světovém poháru 2004 a bronz na olympijských hrách v Soči roku 2014 a na světovém šampionátu v roce 2008. Má též stříbro z mistrovství Evropy juniorů 1998. Hrál též na OH 2002 (6. místo), MS 2003 (5. místo), MS 2005 (7. místo), MS 2012 (4. místo) a MS 2013 (4. místo). S Jokeritem Helsinky hrál finskou nejvyšší soutěž i KHL. V KHL hrál i za Dinamo Minsk. Šest sezón strávil v severoamerické NHL, kde hrál za Phoenix Coyotes, Colorado Avalanche, Philadelphii Flyers a Vancouver Canucks. V NHL odehrál 479 zápasů a zaznamenal 68 bodů (13 branek). Jednu sezónu strávil i ve švédské nejvyšší soutěži v dresu Djurgårdens IF. V roce 2021 byl uveden do Síně slávy finského hokeje. Po skončení hráčské kariéry se stal spolumajitelem klubu Jokerit Helsinky. Jeho životní partnerkou je modelka Jenni Väänänenová, rozená Dahlmanová, bývalá partnerka Kimiho Räikkönena. V říjnu 2016 byl Väänänen odsouzen odvolacím soudem v Helsinkách k pokutě ve výši 2 340 eur za napadení fotografa z bulvárního časopisu Seiska.